# Alliance internationale athée

Symbole athée créé en 2007

L'Alliance internationale athée (Atheist Alliance International, AAI) est un regroupement international d'organisations athées.
AAI a été fondée en 1991. Son objectif affirmé est « d'aider les sociétés démocratiques et athées à s'établir et à s'améliorer » et « de travailler en collaboration avec des groupes de pensée proche, afin de promouvoir la rationalité au travers des processus éducatifs ». Le but est aussi de faire entendre une voix athée cohérente vis-à-vis des décideurs.
L'organisation sponsorise une conférence annuelle, publie un magazine dénommé Secular World, et s'occupe de sa gestion au travers de la Freethought Directory.
En 2013, les Nations unies ont accordé à l'AAI le statut consultatif.

## Conférence annuelle
La première conférence annuelle de l'Alliance internationale athée eut lieu en 1995 à Los Angeles. Les suivantes eurent lieu à :
- 1996 : Minneapolis
- 1997 : Orlando
- 1998 : Saint-Louis
- 1999 : Austin
- 2000 : Sacramento
- 2001 : Atlanta
- 2002 : Dallas
- 2003 : Tampa
- 2004 : Colorado Springs
- 2005 : Los Angeles
- 2006 : Kansas City
- 2007 : comté d'Arlington
- 2008 : Long Beach
- 2009 : Los Angeles
- 2010 : Melbourne, en Australie[3].

## Organisations membres
- Afghanistan
  - Afghans Atheists Organization
- Afrique du Sud
  - Free Society Institute
- Allemagne
  - Internationaler Bund der Konfessionslosen und Atheisten
- Argentine
  - ArgAtea - Asociación Civil de Ateos en Argentina
- Australie : 
  - Atheist Foundation of Australia
  - Progressive Atheists
- Autriche
  - Alliance for Humanism and Atheism
- Brésil
  - Liga Humanista Secular do Brasil
- Cameroun
  - Le Libre Pensée Cameroun
- Canada :
  - BC Humanist Association
  - Libres penseurs athées
  - Kamloops Centre for Rational Thought
- Colombie
  - Organización Colombiana de Ateos
- Danemark
  - Ateistisk Selskab
- Espagne
  - Iniciativa Atea
- États-Unis : 
  - Atheist Alliance of america (AAA)
  - Atheists and Other Freethinkers (AOF)
  - Freedom From Religion Foundation
  - Minnesota Atheists
- Finlande
  - Atheist Association of Finland
- Gambie
  - Gambia Secular Assembly
- Grèce
  - EΝΩΣΗ ΑΘΕΩΝ
- Indonésie
  - Indonesian Atheists
- Islande
  - Samfélag Trúlausra (SAMT)
- Irlande
  - Atheist Ireland
- Inde
  - Atheist Centre
- Liban
  - Freethought Lebanon
- Malawi
  - Secular Humanism Malawi
- Malaisie
  - Society of Asian Freethinkers
- Malte
  - Malta Humanist Association
- Nigeria
  - Nigerian Humanist Movement
- Norvège
  - Hedningsamfunnet
- Ouganda
  - Atheist Association of Uganda
- Pakistan
  - Pakistani Atheists & Agnostics (PAA)
- Pays-Bas
  - Atheïstisch Verbond
- Philippines
  - Philippine Atheists and Agnostics Society (PATAS)
- Portugal
  - Portal Ateu – Movimento Ateísta Português (PAMAP)
- Royaume-Uni
  - Atheism UK
  - Council of Ex-Muslims of Britain
- Russie
  - Society of Modern Atheism & Humanism RUSSIA
  - Ассоциация Атеизма и Гуманизма России
- Syrie
  - Syrian Atheists Network شبكة الملحدين السوريين